# Raymond (Maine)
Raymond es un pueblo ubicado en el condado de Cumberland en el estado estadounidense de Maine. En el Censo de 2010 tenía una población de 4.436 habitantes y una densidad poblacional de 38,27 personas por km².

## Geografía
Raymond se encuentra ubicado en las coordenadas 43°55′13″N 70°28′5″O / 43.92028, -70.46806. Según la Oficina del Censo de los Estados Unidos, Raymond tiene una superficie total de 115.92 km², de la cual 85.95 km² corresponden a tierra firme y (25.86%) 29.97 km² es agua.

## Demografía
Según el censo de 2010, había 4.436 personas residiendo en Raymond. La densidad de población era de 38,27 hab./km². De los 4.436 habitantes, Raymond estaba compuesto por el 97.18% blancos, el 0.36% eran afroamericanos, el 0.36% eran amerindios, el 0.32% eran asiáticos, el 0.07% eran isleños del Pacífico, el 0.2% eran de otras razas y el 1.51% pertenecían a dos o más razas. Del total de la población el 0.9% eran hispanos o latinos de cualquier raza.